# Sakaguchi Ango
Sakaguchi Ango (坂口 安吾, 20 tháng 10 năm 1906 – 17 tháng 2 năm 1955) là bút hiệu của Sakaguchi Heigo (坂口 炳五 (Phản Khẩu Bỉnh Ngũ)). Ông là một nhà văn tiểu thuyết và tiểu luận Nhật Bản, nổi tiếng nhờ tác phẩm "Trụy Lạc Luận" của mình.
Ông thường được nhắc đến như một nhà văn tiêu biểu của văn phái Buraiha (Vô Lại Phái), những người trở nên nổi bật lên trong những năm ngay sau thời hậu Thế chiến II.

## Tiểu sử và sự nghiệp
Sakaguchi sinh ra ở Niigata, là con thứ 12 trong gia đình có 13 anh chị em, vào thời kì mà Nhật Bản còn đắm chìm trong chiến tranh. Cha của ông là chủ tịch của một tờ báo Niigata Shimbun, là một chính trị gia và là một nhà thơ.
Ông đã nung náu ý định làm một nhà văn và năm lên 16. Năm 17, ông chuyển đến Tokyo sống sau khi đánh một giáo viên vì bị bắt gặp đang cúp học (Khi lật chiếc bàn cũ của ông lên, những bạn học của ông thấy một lời nhắn khắc trên gỗ: "Ta sẽ trở thành một tên vô lại vĩ đại, trỗi dậy một ngày trong trang biên niên sử."). Cha ông mất vì bệnh ung thư não vào năm sau đó, để lại gia đình ông một khoản nợ nần chồng chất. Năm 20 tuổi, Ango trở thành giáo viên dạy thay tại một trường cấp hai trong vòng một năm. Ông tìm hiểu sâu về Phật giáo, vào Đại học theo ngành triết học Ấn, tốt nghiệp năm 25 tuổi. Trong suốt thời sinh viên, Ango rất công khai về ý kiến của bản thân.

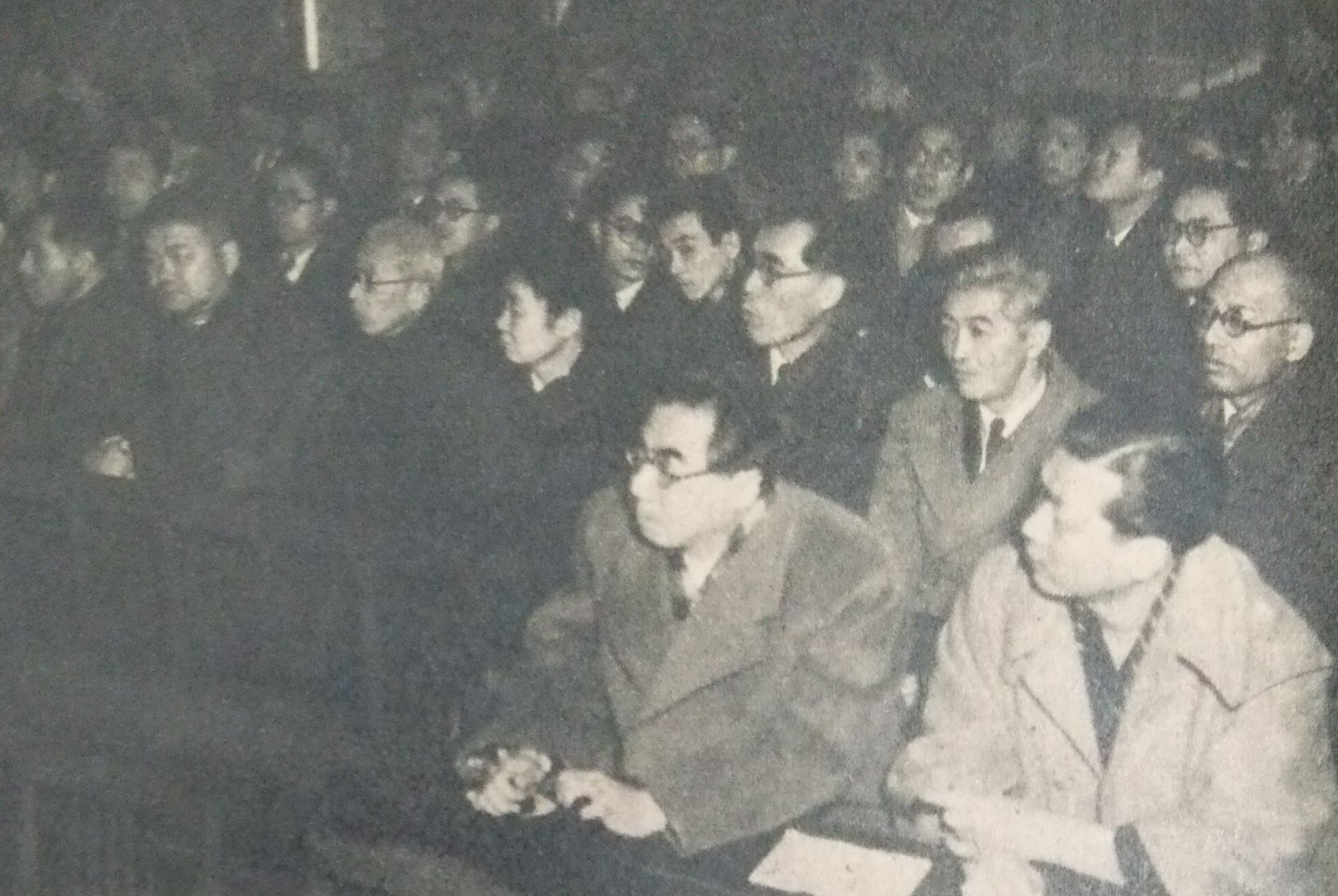
Các nhà văn tại phiên tòa Chatterley lần thứ nhất, trong đó có Sakaguchi Ango

Sau khi tốt nghiệp, ông đã viết khá nhiều tác phẩm và nhận được những lời ken ngợi từ nhiều nhà văn khác như Makino Shinichi. Sự nghiệp văn chương của ông bắt đầu vào khoảng thời gian Nhật Bản xâm chiếm Mãn Châu. Ông gặp người vợ đầu tiên của mình là Tsuseko Yada vào năm 1933, khi ông 27 tuổi. Mẹ ông mất 10 năm sau đó khi Thế Chiến II còn đang diễn ra.
Khi trận oanh tạc Tokyo (1942) diễn ra, thay vì chạy về vùng nông thôn, Sakaguchi khăng khăng đòi ở lại để được chứng kiến toàn cảnh cuộc chiến từ tiền tuyến, dù chính ông sau này cũng thừa nhận rằng mình còn "sợ gấp đôi cậu ngồi bên cạnh". Ông đã nói: "Đổi lấy việc đã đặt cược cả cuộc đời, tôi muốn tận mắt chứng kiến màn kịch của thế kỉ."
Sakaguchi gặp nhiều trắc trở trên con đường đạt được danh tiếng, cho tới khi tác phẩm "Góc nhìn riêng về Văn hóa Nhật Bản" (日本文化私観) được xuất bản năm 1942, theo ngay sau đó là "Trụy Lạc Luận" (堕落論 Darakuron, Luận về sự suy đồi) năm 1948 đã nói về vai trò của võ sĩ đạo thời kì chiến tranh. Rất nhiều lập luận cho rằng Sakaguchi đã thấy thời hậu chiến Nhật Bản đã trở nên trụy lạc và suy đồi, nhưng còn chân thật hơn những hình tượng võ sĩ đạo mà Nhật đã dựng nên khi đang còn chinh chiến (nhưng bản thân tác phẩm lại không giải thích gì về sự suy đồi như cái tên của nó).
Năm 1947, Sakaguchi đã viết một tác phẩm trinh thám giết người bí ẩn, "Động cơ của kẻ giết người không hàng loạt" (不連続殺人事件, Furenzoku satsujin jiken). Tác phẩm đã được Edogawa Ranpo khen ngợi và đồng thời mang về cho ông giải thưởng Nhà văn Trinh thám Nhật Bản lần hai năm 1949.
Một năm sau đó ông sinh ra một đứa con với người vợ thứ hai Kaiji Michiyo.
Ông chết vì xuất huyết não trầm trọng vào năm 1955 tại Kiryū, Gunma, tuổi 48.